# Het Laatste Avondmaal (Leonardo da Vinci)
Het Laatste Avondmaal (in het Italiaans, Il Cenacolo of L'Ultima Cena) is een muurschildering geschilderd door Leonardo da Vinci in opdracht van hertog Ludovico Sforza in de refter van het Santa Maria delle Grazie, een dominicaner klooster in Milaan.
Het is een afbeelding van een scène uit het Laatste Avondmaal van Jezus zoals beschreven in de Bijbel en het is gebaseerd op Johannes 13:21-26 waarin Jezus aankondigt dat een van zijn twaalf discipelen hem zal verraden. Het fresco is wereldwijd bekend en de opstelling is een iconografisch model. Omdat het niet kan worden verplaatst is het nooit in particulier bezit geweest.

## Compositie en betekenis
Het fresco meet 460 x 880 cm en is te zien in de eetzaal van het klooster van Santa Maria Delle Grazie in Milaan. Het thema was traditioneel voor eetzalen van kloosters, maar de interpretatie van Leonardo gaf het een veel groter realisme en diepte. De lunetten boven in het fresco zijn beschilderd met het wapen van Sforza. Tegenover het fresco is een ander fresco te zien van de kruisiging, geschilderd door Donato Montorfano. Leonardo begon met het werk aan het Laatste Avondmaal in 1495 en voltooide het in 1498, hoewel hij niet aan één stuk door heeft gewerkt aan het fresco.
In het Laatste Avondmaal worden de reacties van de apostelen weergegeven, toen Jezus zei dat een van hen hem zou verraden. "Zij keken elkaar aan, onzeker, wie hij bedoelde", schrijft de evangelist. Alle twaalf apostelen hebben bij Leonardo een verschillende reactie op deze aankondiging en verkeren in diverse stadia van woede en schok. Van links naar rechts:
- Bartolomeüs, Jakobus de Mindere en Andreas, die samen een groep vormen, zijn verrast. Andreas houdt allebei zijn handen omhoog in het "einde!" gebaar. Voor Bartolomeüs heeft Leonardo zijn eigen gezicht gebruikt. In de voorstudie heeft hij de contouren van zijn gezicht in de rode tekening met zwarte inkt geaccentueerd.
- Judas Iskariot vormt samen met Petrus en Johannes een andere groep van drie. Judas zit in de schaduw en kijkt teruggetrokken na het horen van de onthulling van zijn plan. Hij houdt een kleine zak met zilverstukken stevig vast, die hij heeft gekregen voor het verraden van Jezus. Petrus houdt een mes vast, in de tegenovergestelde richting van Jezus gericht, waarschijnlijk vooruitlopend op zijn gewelddadige bescherming van Jezus in Gethsemane. Overeenkomstig het evangelie wenkt hij de jongste apostel Johannes, om aan Jezus te vragen wie hij bedoelt. Volgens sommige bronnen echter, stelt deze figuur Maria Magdalena voor, maar dit is in tegenspraak met de aantekeningen van Leonardo in het onder vermelde manuscript, en met de iconografische traditie van afbeeldingen van het laatste avondmaal.
- Thomas, Jacobus de Meerdere en Filippus vormen de volgende groep van drie. Thomas wijst in de lucht. Filippus wijst op zichzelf alsof hij wil zeggen: "Ik ben het toch niet, Heer?" Jacobus de Meerdere (door Leonardo gelijkend voorgesteld als de broer van Jezus) is verbaasd en spreidt zijn armen.
- Mattheüs, Judas Taddeüs en Simon de Zeloot zijn de laatste groep van drie. Zowel Mattheüs als Taddeüs zijn gedraaid in de richting van Simon, waarschijnlijk om een antwoord te krijgen van Simon op hun vraag, wie hij zou bedoelen.

De gebruikte namen zijn algemeen erkend door kunsthistorici. In de 18e eeuw is er een manuscript gevonden met alle namen, hiervoor waren alleen Judas, Petrus, Johannes en Jezus geïdentificeerd.
In overeenstemming met andere afbeeldingen van het laatste avondmaal in die tijd heeft Leonardo de conventie overgenomen om alle personen tijdens het diner aan één kant van de tafel af te beelden, zodat geen van de aanwezigen in de rug wordt aangekeken. Maar hij wijkt opmerkelijk af van die conventie door ook Judas daar te plaatsen, te midden van de andere discipelen, terwijl gewoonlijk Judas tegenover de andere apostelen, aan de andere kant van de tafel, werd gezet. Een andere gewoonte was om alle discipelen, met uitzondering van Judas, te voorzien van een aureool. Leonardo heeft echter voor een meer realistisch en dramatisch effect gekozen door niemand van een aureool te voorzien, maar wel Judas naar achteren leunend in de schaduw weer te geven. Ook creëert hij een realistisch en psychologisch beeld waarin hij probeert te verklaren waarom Judas en Jezus tegelijkertijd het brood pakken, vlak nadat Jezus de voorspelling van het verraad heeft gedaan. Jezus is weergegeven alsof hij het zegt tegen Thomas en Jacobus aan zijn linkerkant, die verschrikt reageren omdat Jezus wijst naar een stuk brood voor hen. Afgeleid door het gesprek tussen Johannes en Petrus steekt Judas zijn hand uit naar een ander stuk brood waar ook Jezus zijn rechterhand naar uitstrekt. Alle perspectieflijnen en ook de lichtval vestigen de aandacht op Jezus.

## Materiaal
Leonardo schilderde Het Laatste Avondmaal als een soort secco op een droge muur en niet op nat gips, zodat het geen écht fresco is. Omdat een fresco als kunstwerk niet is te wijzigen, koos Leonardo in plaats daarvan ervoor om de stenen muur te dichten met een laag pek, kalkonderlaag en mastiek. Vervolgens bewerkte hij deze laag met tempera. Door de gebruikte techniek heeft de tijd het schilderij geen goed gedaan; kort na de voltooiing van het schilderij raakte het al in verval.

## Schade en restauraties
Vanaf 1517 begon het fresco in verval te raken. In 1556 - binnen zestig jaar na de voltooiing - beschreef de biograaf Giorgio Vasari van Leonardo het fresco reeds als geruïneerd en zo verslechterd dat de personages niet meer herkenbaar waren. In 1652 werd er een deuropening gemaakt in het toen onherkenbare fresco. Dit is nog goed zichtbaar door de onregelmatige boog die zichtbaar is in het midden van het fresco. Er wordt verondersteld, gebaseerd op vroege kopieën, dat de voeten van Jezus al in een positie verkeerden die de aanstaande kruisiging symboliseerden. Een eerste poging tot restauratie werd uitgevoerd in 1726 door Michelangelo Bellotti die ontbrekende stukken met olieverf heeft bewerkt en daarna afgedekt met vernis. Deze restauratie bleek erg slecht en in 1770 begon Giuseppe Mazza met een tweede restauratiepoging. Eerst heeft hij de eerste restauratiepoging ongedaan gemaakt en vervolgens is hij geheel opnieuw begonnen. Nadat hij bijna klaar was, op drie hoofden na, is hij gestopt na publieke verontwaardiging. De Franse troepen gebruikten de eetzaal in 1796 als gevangenis en het is niet bekend of gevangenen het fresco hebben beschadigd. In 1821 werd Stefano Barezzi, een expert op het gebied van verwijderen van fresco’s uit bestaande muren, gevraagd om het schilderij naar een veiligere plaats te verplaatsen. Nadat hij met een klein deel was begonnen realiseerde hij zich dat het werk van Leonardo geen echte fresco was. Barezzi heeft zijn beschadigingen met lijm proberen te repareren.
Van 1901 tot 1908 heeft Luigi Cavenaghi een zorgvuldige studie gedaan naar de structuur van het fresco en begon vervolgens met het schoonmaken ervan. In 1924 vervolgde Oreste Silvestri het schoonmaken en stabiliseerde enkele delen met gipspleister. Tijdens de Tweede Wereldoorlog, op 15 augustus 1943, werd de eetzaal geraakt door een bom. Beschermende zandzakken verhinderden dat er bomsplinters tegen het fresco kwamen, maar trillingen hebben wel beschadigingen kunnen veroorzaken. Tussen 1951 en 1954 is een andere schoonmaak- en stabiliseringrestauratie ondernomen door Mauro Pelliccioli.

### Belangrijke restauratie

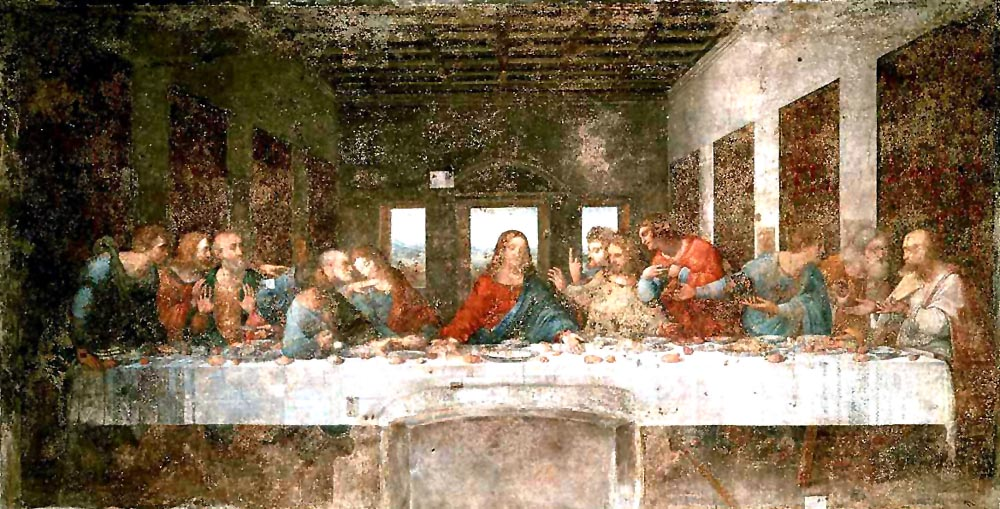
Het schilderij zoals het eruitzag in de jaren 70 van de twintigste eeuw.

Tussen 1978 en 1999 leidde Pinin Brambilla een belangrijk restauratieproject, ondernomen om het fresco permanent te stabiliseren en de schade te herstellen die door vuil, verontreiniging en de mislukte restauraties in de 18e en 19e eeuw waren veroorzaakt. Aangezien het onmogelijk was gebleken om het fresco te verplaatsen is ervoor gekozen om de eetzaal klimatologisch te beheersen. Vervolgens is er een gedetailleerde studie ondernomen om de originele vorm van het fresco te bepalen, gebruikmakend van diverse wetenschappelijke tests (waaronder infraroodonderzoek en microscopische steekproeven). Tevens zijn de originele schetsen onderzocht die worden bewaard in het kasteel van Windsor. Uit deze studie bleek dat sommige delen onherstelbaar waren. Deze delen zijn met aquareltechniek opnieuw geschilderd in een zachtere kleur om aan te geven dat het geen origineel werk was.
Deze hele restauratie heeft 22 jaar geduurd en op 28 mei 1999 kon het fresco weer worden bezocht. Na de onthulling van de restauratiewerkzaamheden werd het bekritiseerd aangezien er grote veranderingen hadden plaatsgevonden in de kleuren en in sommige gezichten.

## Abdij van Tongerlo
In de abdijkerk van de Abdij van Tongerlo hangt een vroeg-16e-eeuwse replica van het Laatste Avondmaal op linnen. Het schilderij behoort net als Het Lam Gods (gebroeders Van Eyck) en de Kruisafneming (Rubens) tot de topstukken van België. Het werk is omstreeks 1507 grotendeels geschilderd door toenmalige leerlingen van Leonardo, waaronder vermoedelijk Andrea Solari. Leonardo zou volgens de overlevering het hoofd van Jezus en Johannes zelf hebben geschilderd. In 1545 kocht de abt van Tongerlo het doek voor 450 Rijnse florijnen op een veiling te Antwerpen. Het werd aangekocht voor de abdijkerk en heeft daar eeuwen gehangen.
Het werk heeft meerdere grote restauraties ondergaan, maar is relatief goed bewaard gebleven. In de jaren 60 van de twintigste eeuw werd het schilderij verplaatst naar een speciaal gebouwd onderkomen op het terrein van de abdij. In oktober 2023 werd het doek terug verhuisd van het museumgebouw naar de Abdijkerk. Het schilderwerk hangt daar weer blijvend boven het toegangsportaal.